# Tekst jednolity
Tekst jednolity – tekst aktu prawnego uwzględniający wszelkie zmiany, jakie w nim zaszły od chwili ogłoszenia albo od chwili ogłoszenia poprzedniego tekstu jednolitego.
Sporządzenie tekstu jednolitego ma na celu ułatwienie posługiwania się tekstem aktu prawnego w sytuacji, kiedy akt prawny był często nowelizowany lub dokonano w nim wielu zmian.
W Polsce oficjalny tekst jednolity ogłasza się w formie obwieszczenia w dzienniku urzędowym, w którym dany akt normatywny ogłoszono. Tekst jednolity stanowi załącznik do obwieszczenia. Teksty jednolite ustaw ogłasza Marszałek Sejmu Rzeczypospolitej Polskiej, a innych aktów normatywnych – organ właściwy do wydania tego aktu, a w przypadku:
- regulaminów Sejmu i Senatu – odpowiednio Marszałek Sejmu i Marszałek Senatu
- aktów normatywnych Rady Ministrów – Prezes Rady Ministrów
- aktów normatywnych Krajowej Rady Radiofonii i Telewizji – Przewodniczący Krajowej Rady Radiofonii i Telewizji.

Od 1 stycznia 2016 r. Marszałek Sejmu ogłasza tekst jednolity ustawy nie rzadziej niż raz na 12 miesięcy, jeżeli była ona nowelizowana. Ustawa może określić termin ogłoszenia tekstu jednolitego.
Tekst jednolity aktu normatywnego innego niż ustawa ogłasza się nie rzadziej niż raz na 12 miesięcy, jeżeli był on nowelizowany. Akt normatywny może określić termin ogłoszenia tekstu jednolitego.
Obwieszczenie w sprawie ogłoszenia tekstu jednolitego nie jest źródłem prawa, jednak jeżeli ogłoszono tekst jednolity aktu normatywnego, przy powoływaniu się na niego należy podać adres publikacyjny tego tekstu jednolitego. Jeżeli ogłoszono więcej niż jeden tekst jednolity, należy podać adres publikacyjny ostatnio ogłoszonego.
Obecnie, wobec upowszechnienia się środków komunikacji elektronicznej (szczególnie Internetu) i rozwoju rynku wydawniczego, instytucja oficjalnego tekstu jednolitego straciła na znaczeniu.
Dla rozróżnienia tekstów jednolitych ogłaszanych w dziennikach urzędowych od pozostałych kompilacji urzędowych i prywatnych dla tych drugich używa się nazwy „tekst ujednolicony”.